# Mílner Ayala
Mílner Ayala (Asunción, 3 de septiembre de 1928-Asunción, 29 de julio de 2001) fue un futbolista paraguayo que jugaba como delantero. Se distinguió al ser suspendido por tres años de partidos internacionales después de golpear a un árbitro y por ser el primer jugador negro en jugar bajo los colores del Racing de Estrasburgo.

## Biografía
Hizo su debut profesional en el River Plate de su país. Participó en el Campeonato Sudamericano 1953 en el cual sería campeón con su selección. Ayala jugó dos partidos, el primero contra Ecuador (reemplazando a Juan Romero) y el segundo contra Perú (reemplazando a Atilio López). El partido contra Perú termina en empatado 2 a 2, pero Paraguay hace un cambio adicional no autorizado y los dos puntos de victoria son otorgados al Perú. Los ánimos se calientan y Ayala golpea al árbitro inglés Richard Maddison. Ayala es suspendido por tres años en las próximas ediciones ediciones del Campeonato Sudamericano.
Después del campeonato continental, Ayala firma en el extranjero para jugar en Francia. Es el primer jugador negro en usar el maillot del Racing de Estrasburgo. Ayala debutó con el Racing de Estrasburgo en octubre de 1953, pero solo marcó un gol en marzo de 1954 ante el Stade de Reims. De 1955 a 1957, jugó en el París. Al final de su carrera profesional, jugó para el Red Star, siendo conocido principalmente por ser el chofer durante el matrimonio entre Sophia Loren y Carlo Ponti en septiembre de 1957.
Murió el 29 de julio del 2001 en un accidente automovilístico.

## Palmarés

### Campeonatos internacionales
| Título                  | Equipo   | País     | Año  | Sede |
| ----------------------- | -------- | -------- | ---- | ---- |
| Campeonato Sudamericano | Paraguay | Paraguay | 1953 | Perú |

## Bibiliografía
- Tomasz Wołek, Encyklopedia piłkarska FUJI. Copa America, Wydawnictwo GiA, Katowice 1995, ISBN 83-902751-2-0, str. 98-99

- Datos: Q3858029